# ترور فؤاد شکر
در ۳۰ ژوئیه ۲۰۲۴، اسرائیل، ساختمانی آپارتمانی در حاره حریک در ضاحیه جنوبی بیروت در لبنان را مورد حمله هوایی قرار داد که منجر به کشته شدن فؤاد شکر، فرمانده ارشد حزب‌الله لبنان، میلاد بیدی، مشاور نظامی ایرانی و همچنین پنج غیرنظامی لبنانی از جمله دو کودک شد و ۸۰ نفر دیگر نیز زخمی شدند.
فؤاد شکر، توسط ارتش اسرائیل متهم به دست داشتن در حمله موشکی سه روز قبل به مجدل شمس در بلندی‌های جولان تحت اشغال اسرائیل بود که منجر به کشته شدن ۱۲ کودک و نوجوان دروزی سوری شد. خبرگزاری ملی لبنان گزارش داد که این حمله توسط یک پهپاد با شلیک سه موشک به یک ساختمان مسکونی انجام شد که بخشی از آن فروریخت.